# La Folliaz

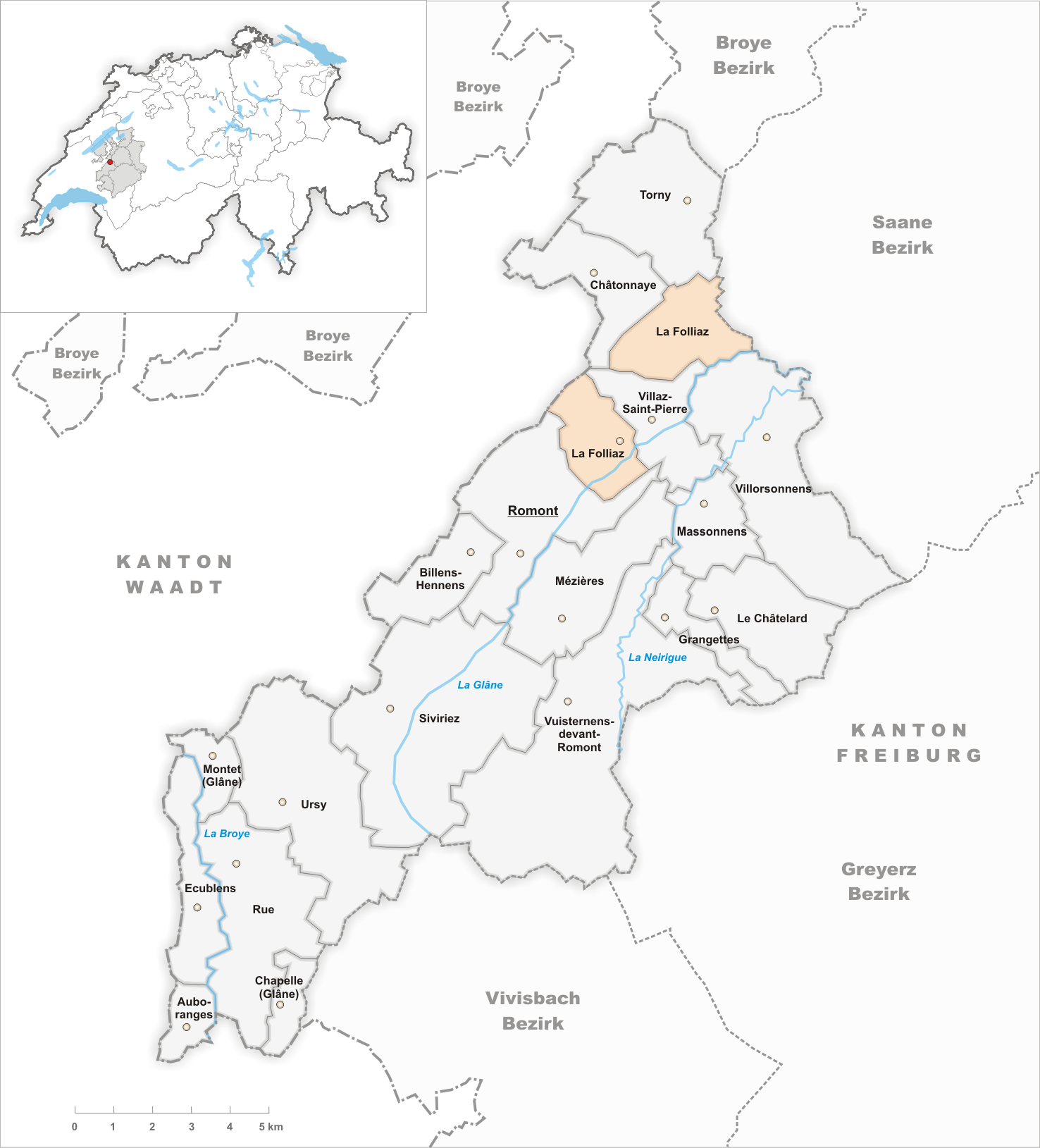
Gemeindestand vor der Fusion am 1. Januar 2020

La Folliaz war bis am 31. Dezember 2019 eine politische Gemeinde im Distrikt Glâne des Kantons Freiburg in der Schweiz. Am 1. Januar 2020 fusionierte sie mit Villaz-Saint-Pierre zur neuen Gemeinde Villaz.
Die ehemalige Gemeinde entstand am 1. Januar 2005 durch die Fusion der bis dahin selbständigen Gemeinden Lussy und Villarimboud. Weil die zwischen den beiden Dörfern liegende Gemeinde Villaz-Saint-Pierre an der Fusion nicht teilnahm, entstand die seltene Konstellation, dass La Folliaz aus zwei nicht zusammenhängenden Gemeindeteilen besteht.

## Geographie
La Folliaz liegt rund 5 km nordöstlich des Bezirkshauptortes Romont (Luftlinie). Die Gemeinde erstreckt sich auf dem Molasseplateau des Freiburger Mittellandes, westlich des Tals der Glâne.
Die Fläche des 9,86 km² grossen ehemaligen Gemeindegebiets umfasst einen Abschnitt der Molassehöhen des Freiburger Mittellandes. Der Gemeindeteil von Villarimboud reicht von der Glâne nach Nordwesten über die Höhe von Villarimboud und Le Châtelet bis in das Einzugsgebiet der Arbogne. Der Gemeindeteil von Lussy erstreckt sich von der breiten Talniederung der Glâne nordöstlich von Romont über den nördlich angrenzenden Hang in die ausgedehnten Wälder Au Bois im Quellgebiet der Arbogne. Auf der Waldhöhe Sur la Montagne wird mit 812 m ü. M. der höchste Punkt von La Folliaz erreicht. Von der Gemeindefläche entfielen 1997 6 % auf Siedlungen, 19 % auf Wald und Gehölze, 74 % auf Landwirtschaft, und etwas weniger als 1 % war unproduktives Land.
La Folliaz besteht aus den Dörfern Villarimboud (756 m ü. M.) und Lussy (Sitz der Gemeindeverwaltung, 723 m ü. M.), der Streusiedlung Macconnens (710 m ü. M.) sowie einigen Hofsiedlungen und Einzelhöfen. Nachbargemeinden von La Folliaz waren Châtonnaye, Torny, La Brillaz, Chénens, Villorsonnens, Villaz-Saint-Pierre und Romont im Kanton Freiburg sowie Villarzel im Kanton Waadt.

## Bevölkerung
Mit 988 Einwohnern (Stand 31. Dezember 2019) gehört La Folliaz zu den kleineren Gemeinden des Kantons Freiburg. Von den Bewohnern sind 96,6 % französischsprachig, 2,2 % deutschsprachig, und 0,5 % sprechen Englisch (Stand 2000). Die Bevölkerungszahl von La Folliaz belief sich 1900 auf 771 Einwohner. Zu Beginn des 20. Jahrhunderts nahm die Bevölkerungszahl bis 1930 (817 Einwohner) langsam zu, bevor durch starke Abwanderung bis 1970 ein Rückgang um fast 30 % auf 584 Personen erfolgte. Seither wurde wieder ein deutliches Bevölkerungswachstum verzeichnet. 
Einwohnerzahlen: Volkszählungsdaten       bis Jahr 2000: Total der ehemaligen Gemeinden Lussy, Macconnens, Villarimboud         

## Wirtschaft
La Folliaz war bis in die zweite Hälfte des 20. Jahrhunderts eine vorwiegend durch die Landwirtschaft geprägte Gemeinde. Noch heute haben die Milchwirtschaft, die Viehzucht und der Ackerbau einen wichtigen Stellenwert in der Erwerbsstruktur der Bevölkerung. Weitere Arbeitsplätze sind im lokalen Kleingewerbe und im Dienstleistungssektor vorhanden. In den letzten Jahrzehnten hat sich die Gemeinde auch zu einer Wohngemeinde entwickelt. Viele Erwerbstätige sind deshalb Wegpendler, die hauptsächlich in den Regionen Romont und Freiburg arbeiten.

## Verkehr
La Folliaz (Lussy wie auch Villarimboud) liegt abseits der grösseren Durchgangsstrassen, ist aber von der Hauptstrasse von Freiburg nach Romont leicht zu erreichen. Die Eisenbahnlinie von Lausanne via Romont nach Freiburg durchquert zwar das Gemeindegebiet von La Folliaz, besitzt darauf aber keine Haltestelle. Der nächste Bahnhof befindet sich in Villaz-Saint-Pierre, rund 1,5 km vom Ortskern von Lussy entfernt, das selbst keinen Anschluss an das Netz des öffentlichen Verkehrs besitzt. Von Villaz-Saint-Pierre verkehrt von Montag bis Freitag ein Postautokurs nach Villarimboud. Der nächste Autobahnanschluss an der A12 befindet sich in Rossens, gut 11 Kilometer (Luftlinie) vom Ortszentrum von Lussy entfernt.

## Geschichte
Seit dem Mittelalter standen die Gebiete von La Folliaz unter der Oberhoheit des Hauses Savoyen. Als die Berner 1536 das Waadtland eroberten, kamen die Dörfer unter die Herrschaft von Freiburg und wurden der Vogtei Romont zugeteilt. Nach dem Zusammenbruch des Ancien Régime (1798) gehörten Lussy und Villarimboud während der Helvetik und der darauf folgenden Zeit zum Bezirk Romont und wurden 1848 in den Bezirk Glâne eingegliedert.
Im Rahmen der Gemeindefusionen des Kantons Freiburg war ursprünglich eine Fusion der drei Dörfer Lussy, Villarimboud und Villaz-Saint-Pierre vorgesehen. Da sich die Bewohner von Villaz-Saint-Pierre jedoch gegen eine Fusion wehrten, wurden am 1. Januar 2005 nur die vorher selbständigen Gemeinden Lussy (FR) und Villarimboud zur neuen Gemeinde La Folliaz zusammengeschlossen. Diese Ortschaften hatten vorher keine gemeinsame Grenze, weswegen La Folliaz aus zwei Gemeindeteilen besteht.